# 佐野禮子
佐野 禮子（さの あやこ、1913年〈大正2年〉7月4日 - 2003年〈平成15年〉9月3日 ）は日本の元皇族。旧名は、禮子女王。竹田宮恒久王と同妃昌子内親王の第1王女子。兄は、竹田宮恒徳王。佐野常光（佐野常羽の養子。一条実輝の次男）の妻。

## 人物
1934年（昭和9年）3月、佐野常羽（佐野常民の子）伯爵の継嗣常光と結婚。その後は常行（1935年生）、明子（1936年生）、常武（1942年生） 常具（1946年生）の3男1女に恵まれた。青山霊園にある墓誌によると、洗礼名はマリヤ。

## 栄典
- 1928年（昭和3年）11月10日 -  大礼記念章[1]
- 1934年（昭和9年）3月22日 -  勲二等宝冠章[2]